# Pozezdrze
Pozezdrze (Possessern fino al 1938, Großgarten dal 1938 al 1945) è un comune rurale polacco del distretto di Węgorzewo, nel voivodato della Varmia-Masuria.
Ricopre una superficie di 177,3 km² e nel 2004 contava 3 575 abitanti.